# Liao-tung

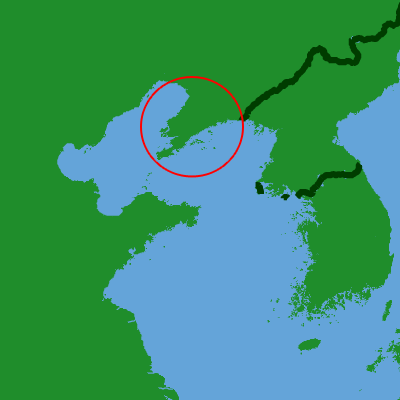
Poloostrov Liao-tung

Liao-tung (čínsky pchin-jinem Liáodōng bàndǎo, znaky zjednodušené 辽东半岛, tradiční 遼東半島) je poloostrov v severovýchodní Číně, v provincii Liao-ning mezi Liaotungským a Západokorejským zálivem Žlutého moře.
Liao-tung doslova znamená „Východně od [řeky] Liao“, míněno z čínského pohledu. Poloostrov je tvořen jižní částí horského pásu, který se na ostrově jmenuje Čchien-šan a na pevnině pokračuje na sever jako pohoří Čchang-paj-šan. Je dlouhý 225 km, široký od 130 do 80 km.
Nejvýznamnějšími přístavy poloostrova jsou Ta-lien a Lü-šun-kchou, dnes součást Ta-lienu.